# Robertsia vaamondei
Robertsia vaamondei är en stekelart som beskrevs av Van Noort och Jean-Yves Rasplus 2005. Robertsia vaamondei ingår i släktet Robertsia och familjen fikonsteklar. Inga underarter finns listade i Catalogue of Life.